# Namassa (Arbollé)
Pour les articles homonymes, voir Namassa.
Namassa est une commune rurale située dans le département d'Arbollé de la province du Passoré dans la région Nord au Burkina Faso.

## Géographie
Namassa est situé à 9 km au nord-ouest d'Arbollé, le chef-lieu du département, à 6 km au nord de la route nationale 2 allant vers le nord-ouest du pays. Le village est à environ 20 km à l'est de Yako.

## Santé et éducation
Namassa accueille un centre de santé et de promotion sociale (CSPS) tandis que le centre médical avec antenne chirurgicale (CMA) de la province se trouve à Yako.